# Одеська середня спеціалізована музична школа-інтернат імені П. С. Столярського
Одеський державний музичний ліцей імені професора П. С. Столярського — спеціалізована музична школа-інтернат в Одесі, заснована 1933 року відомим скрипалем та педагогом, народним артистом УРСР, Петром Столярським.

## Історія
Перша в Одесі середня музична школа-інтернат для обдарованих дітей виникла 1933 року на базі приватної музичної школи, яку утримував педагог скрипаль Петро Столярський. Вона була розташована неподалік від Одеської консерваторії в Лютеранському провулку. Згодом її перевели до сучасного приміщення неподалік від Сабанєїва моста та Сабанських казарм, 1938, архітектор Андрій Попов.
Наказом Міністерства культури і мистецтв України від 27.01.2004р. №35 Школу перейменовано на «Одеська середня спеціалізована музична школа-інтернат імені професора П. С. Столярського».
Наказом Міністерства культури та інформаційної політики України від 04.03.2021р. №175 школу перейменовано на «Одеський державний музичний ліцей імені професора П. С. Столярського».
На початку 1930-х років заклади культури отримували назви на честь ще живих діячів: Одеський оперний театр став — «імені Анатолія Луначарського», експериментальний театр у Москві — «імені Всеволода Мейєрхольда», а перша середня музична школа в Одесі «імені професора Столярського».
Перед влаштуванням в школу дітей перевіряли на наявність музичного слуху, музичної пам'яті, фізичної витримки. Новачки отримували суворі оцінки. Це підтвердила й подальша музична доля та концертна діяльність випускників школи.
Учні школи імені Столярського брали участь у відомих музичних конкурсах в Європі. Так, на конкурсі у Франції чотири перші місця із шести вибороли учні Столярського. Успіхи закріпили й призові місця на інших конкурсах. Це обумовило пильну увагу до музичної школи імені П. С. Стлярського як з боку комуністичного уряду, так і з боку музичних діячів СРСР. Із Москви Столярському надіслали персональний легковий автомобіль, позаяк московський уряд був зацікавлений у створенні позитивного іміджу тоталітарного режиму.
Випускники школи уславили СРСР як концертами, так і у фронтових бригадах. За прикладом школи Імені Столярського були засновані музичні школи в інших великих містах: Москві, Ленінграді, Свердловську. Петро Соломонович помер в Свердловську, де на кошти його вдячних учнів встановили надгробкову колону на місці поховання.
23 липня 2023 року ліцей був пошкоджений російським ракетним ударом по місту.

## Відомі випускники
- Давид Ойстрах — радянський скрипаль, народний артист СРСР
- Натан Мільштейн — американський скрипаль єврейського походження
- Могилевський Євген Гедеонович — професор Брюссельської консерваторії
- Сусанна Чахоян — солістка Київської опери, сопрано
- Владимиров Юрій Якович — композитор, скрипаль, педагог
- Борис Ґольдштейн
- Самуїл Фурер
- Наталія Александрова — музикознавець
- Тимофєєва-Бойко Світлана Дмитрівна — піаністка, концермейстер
- Захар Брон  — видатний радянський та німецький скрипаль та музичний педагог